# جائزة ألمانيا الكبرى 2011
جائزة ألمانيا الكبرى 2011 (بالإنجليزية: 2011 German Grand Prix)‏ هو سباق فورمولا 1 أقيم بتاريخ 20 مايو 2011 في حلبة نوربورغرينغ، ألمانيا. كان العاشر من أصل 19 في بطولة العالم لسباقات الفورمولا واحد موسم 2011. حلّ البريطاني لويس هاملتون أولا بينما جاء الإسباني فرناندو ألونسو في المركز الثاني وحصل على المركز الثالث الأسترالي مارك ويبر.